# Список аэропортов Сахалинской области

Список аэропортов Сахалинской области России
| Населённый пункт           | Код ИАТА | Код ИКАО | Внутр. код | Название аэропорта | Длина ВПП | Примечание        |
| -------------------------- | -------- | -------- | ---------- | ------------------ | --------- | ----------------- |
| Буревестник (о. Итуруп)    | BVV      | UHSB     | БУР        | Буревестник        | 2383 м    |                   |
| Тымовское                  | ZZO      | UHSO     |            | Зональное          | 1500 м    |                   |
| Курильск (о. Итуруп)       | ITU      | UHSI     | ККУ        | Итуруп             | 2300 м    |                   |
| Ноглики                    | NGL      | UHSN     | НГЛ        | Ноглики            | 1760 м    |                   |
| Оха                        | OHH      | UHSH     | ОХА        | Оха (Новостройка)  | 1300 м    |                   |
| Шахтёрск                   | EKS      | UHSK     | ШАХ        | Шахтёрск           | 1625 м    |                   |
| Южно-Курильск (о. Кунашир) | DEE      | UHSM     | ЮЖК        | Менделеево         | 2055 м    |                   |
| Южно-Сахалинск             | UUS      | UHSS     | ЮЖХ        | Хомутово           | 4000 м    | межд., фед. знач. |

Сокращения
- межд. — международный аэропорт (то есть включённый в Перечень международных аэропортов[2], составляемый Росавиацией)
- фед. знач. — аэропорт федерального значения (то есть включённый в Реестр аэродромов федерального значения[3], составляемый Росавиацией)